# Hipajärvi
Hipajärvi eller Hiipajärvi är en sjö i Finland. Den ligger i kommunen Kuusamo i landskapet Norra Österbotten, i den nordöstra delen av landet, 700 km norr om huvudstaden Helsingfors. Hipajärvi ligger 240,3 meter över havet. Den är 17,39 meter djup. Arean är 1,86 kvadratkilometer och strandlinjen är 10,95 kilometer lång. Sjön  ingår i Koundaälvens huvudavrinningsområde. 